# Lhasa apso

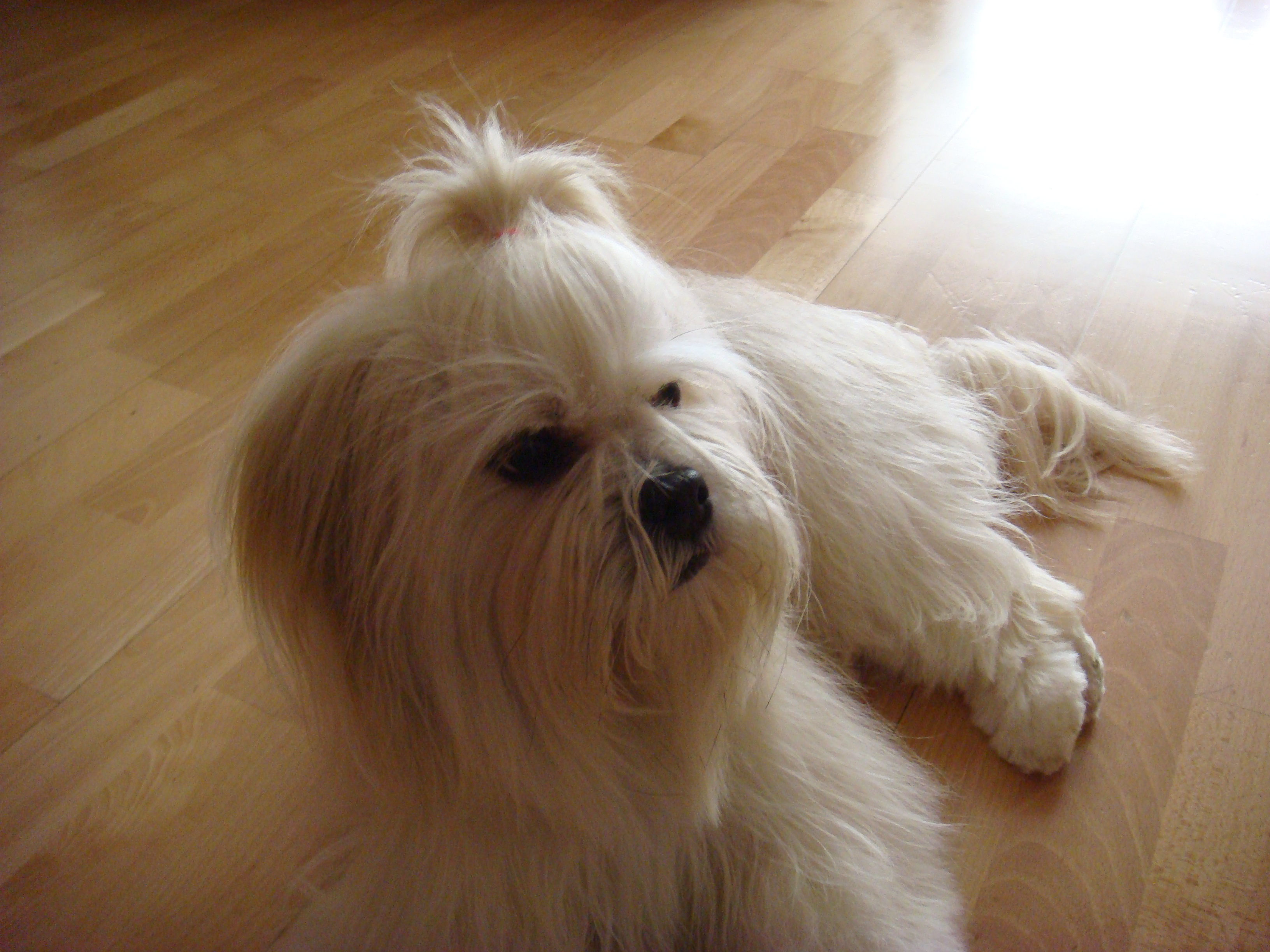
Lhasa Apso

El Lhasa Apso és un gos que era criat només en els monestirs del Tibet com a sentinella del temple i del palau.
Aquesta raça va ser poc vista fins a la dècada del 1920 fora del Tibet.
A causa del clima de l'Himàlaia, aquesta raça té un pelatge llarg, abundant i aspre, caient i que cobreix tot el seu cos incloent-hi els ulls. Per a facilitar la higiene del gos, molts propietaris els tallen els pèls. Té barba i mostatxos i les seves potes són rodones. Els colors d'aquesta raça són daurat, crema, i mel. També se'n poden trobar en color fum, pissarra, gris fosc i en tonalitats de negre, blanc i marró.
Encara que a primera vista aquesta raça de gos sembla amistós i bonàs, té un temperament decidit amb un agut sentit auditiu. És un excel·lent gos guardià, borda amb força agressivitat, no té por de res que li sembli estrany i és reservat amb els desconeguts. Es diu que era més aterridor que els mastins tibetans que vigilaven les entrades en els monestirs.